# 中国农业科学院甜菜研究所
中国农业科学院甜菜研究所是中华人民共和国的一所甜菜研究机构，是中国农业科学院直属事业单位，位于黑龙江省哈尔滨市。